# ركبة الهوارم (بدية)
ركبة الهوارم منطقة سكنية تقع في ولاية بدية، التابعة لمحافظة شمال الشرقية في سلطنة عمان. يقدر عدد سكانها بـ 7 نسمة حسب إحصاء عام 2010 التابع للمركز الوطني للإحصاء والمعلومات الحكومي. رمز المنطقة هو 90320371.

## الوصلات الخارجية
- المركز الوطني للإحصاء والمعلومات، سلطنة عمان